# Universität Douala
Die Universität Douala, auch Universität von Duala (englisch University of Douala, französisch Université de Douala), ist eine staatliche Universität in der kamerunischen Großstadt Douala.

## Geschichte
Das am 8. April 1977 gegründete Hochschulzentrum in Douala wurde per Notverordnung des Präsidenten Nr. 93/026 am 19. Januar 1993 zur Universität erhoben. Offizielles Gründungsdatum der Universität von Douala ist daher offiziell der 19. Januar 1993.
Mit seinem Hauptsitz in der größten Stadt und ehemaligen Hauptstadt Kameruns nimmt die Bildungseinrichtung eine herausragende Stellung innerhalb des Hochschulsystems in Kamerun ein. Die Universität von Douala besitzt sechs Fachbereiche und fünf sogenannte „Ecoles“.

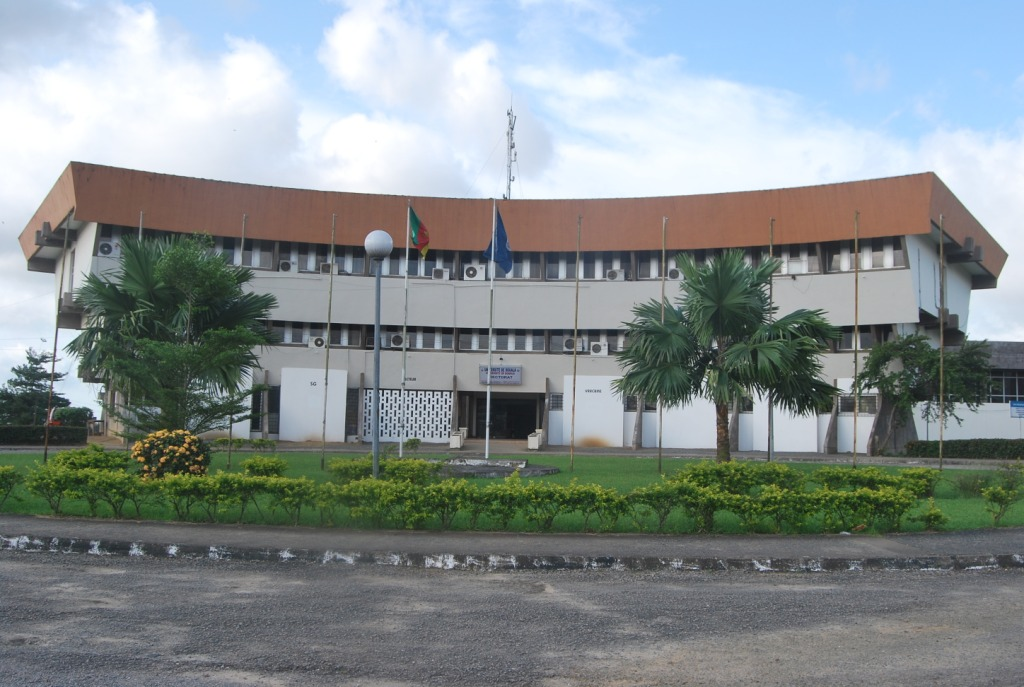
Rektorat
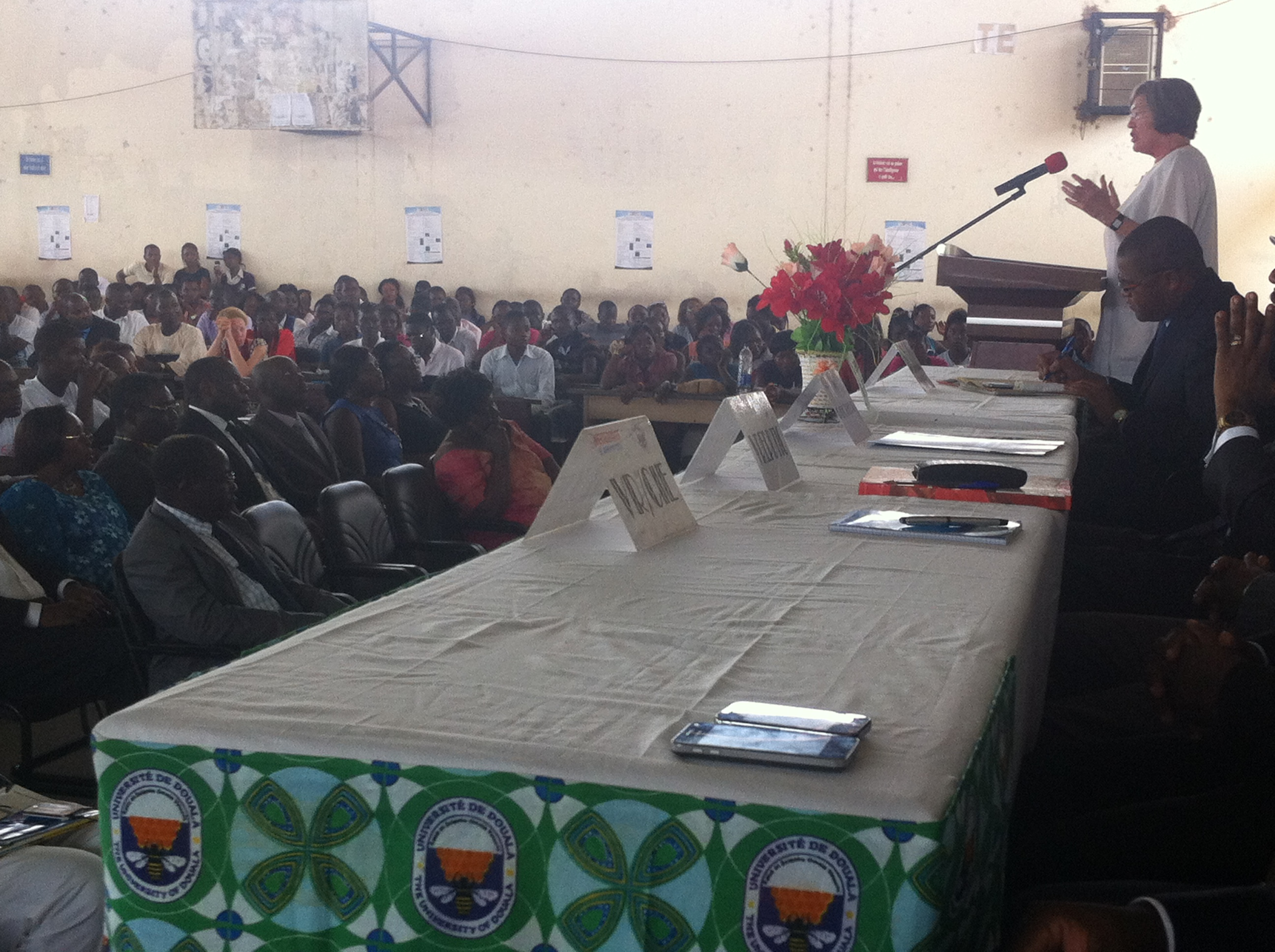
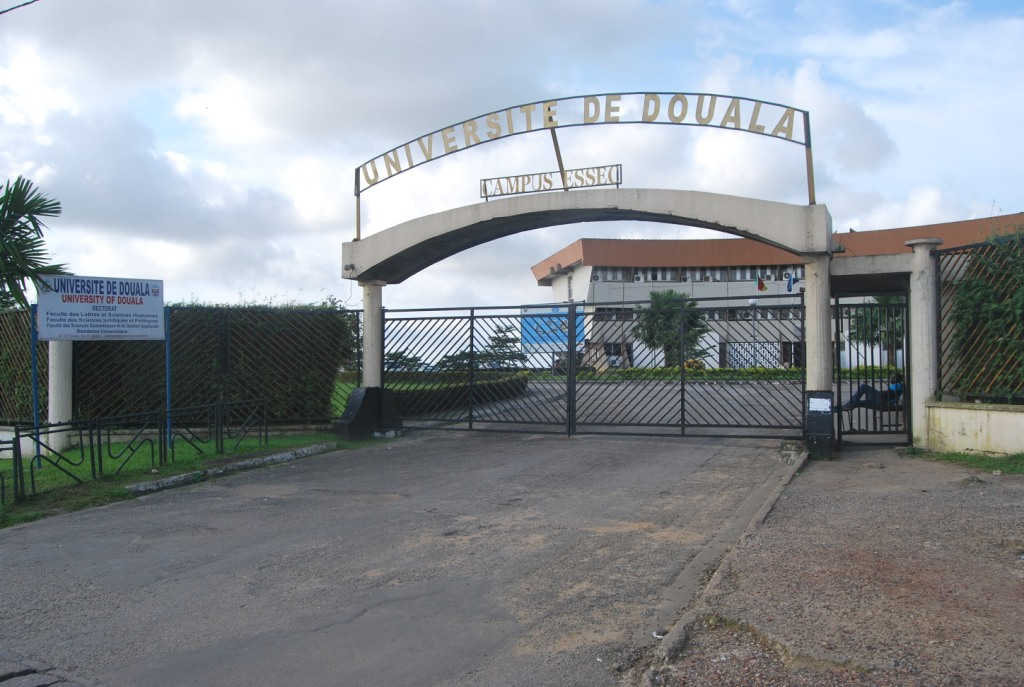
Campus ESSEC

## Fachbereiche
- Fakultät für Geistes- und Sozialwissenschaften
- Fakultät der Rechts- und Politikwissenschaften
- Fakultät für Naturwissenschaften
- Fakultät für Wirtschaft und Verwaltung
- Fakultät für Medizin- und Pharmazeutische Wissenschaften
- Fakultät für Technik und Betriebswirtschaft

## Ecoles (Fachhochschulen)
Von den fünf Écoles der Universität von Douala sind derzeit nur drei aktiv:
- L’École Supérieure des Sciences Économiques et Commerciales (ESSEC) (Fachhochschule für Betriebswirtschaft)
- L’École Normale Supérieure de l’Enseignement Technique (ENSET) (Fachhochschule für Technikausbildung)
- L’Institut Universitaire de Technologie (IUT) (Universitätsinstitut für Technologie)